# دوسیلووو
دوسیلووو (به بلغاری: Devesilovo) یک منطقهٔ مسکونی در بلغارستان است که در شهرستان کروموفگراد واقع شده‌است.